# Altnau
Altnau je obec ve Švýcarsku v kantonu Thurgau. Leží na břehu Bodamského jezera.
V roce 2010 zde žilo 1 977 obyvatel.